# Brian Bo Larsen
Brian Bo Larsen (* 1974) ist ein dänischer Staatsbürger und mehrfach rechtsmäßig verurteilter Straftäter. Er wurde medial als Ausbrecherkönig von Dänemark bekannt.

## Leben
Brian Bo Larsen war von Kindheit an Hyperaktiv. Bereits als 8-jähriger tätigte er im Jahr 1982 seinen ersten Diebstahl. 1987 beging er als 13-jähriger einen Raubüberfall auf eine Tankstelle, woraufhin er zum ersten Mal in eine Jugendarrestanstalt kam. 
Larsen setzte dies ab da in loser Folge fort. Er war von 1987 bis 2012 aus den verschiedensten Gründen über 25 Mal rechtsmäßig verurteilt worden, unter anderem wegen Drogenhandel, Diebstählen, Autoschieberei, Zuhälterei, Schmuggel, Einbruch, bewaffnete Raubüberfälle, Bankraub, Hehlerei, Betrug, Urkundenfälschung, Brandstiftung, Körperverletzung und Illegaler Straßenrennen. Während seiner Inhaftierungen absolvierte er drei Berufsausbildungen.
Larsen gelang ab 1995 insgesamt 22 Mal der Gefängnisausbruch (Stand: Dezember 2014). Seine Flucht zog sich manchmal über mehrere Monate hinweg, manchmal wurde er aber nach recht kurzer Verfolgungsjagd schon nach wenigen Stunden von der Polizei zurück in die Haftanstalt gebracht. Zudem gelang Larsen mehrmals die Flucht aus den beiden Hochsicherheitsgefängnissen Dänemarks, dem Staatsgefängnis Vridsløselille und dem Staatsgefängnis Ost-Jütland.
Durch die jahrelange Berichterstattung wurde Larsen der breiten dänischen Öffentlichkeit und darüber hinaus bekannt. Im dänischen Volksmund erhielt er den Spitznamen Der Ausbrecherkönig von Dänemark.
Über seinen weiteren Verbleib sind keine Informationen veröffentlicht.